# Nuage de points
Le terme nuage de points désigne, en mathématiques, un ensemble discret de points. Il s'agit en général de points obtenus par des mesures expérimentales. De manière générale, il s'agit d'une suite de n-uplets (x1, x2, …, xn ), chaque n-uplet pouvant être décrit comme un point dans un espace à n dimensions, typiquement ℝn.
Dans un certain nombre de cas, on suppose qu'il existe une relation entre les valeurs de chaque n-uplet, sous la forme
ƒ(x1, x2, …, xn ) = 0
cette équation décrivant habituellement une hypersurface : une courbe si n = 2 (les points sont des couples), une surface si n = 3 (les points sont des triplets). L'établissement de la loi ƒ est appelée « régression », et l'écart entre la loi et l'hypersurface est interprété comme une erreur de mesure ou bien du bruit.
Les points peuvent correspondre à un relevé de positions : relevé topographique, sondage prospectif, numérisation 3D d'un objet (scan), etc. Dans ce cas, les points discrets sont un échantillon d'une surface continue (d'un point de vue macroscopique). Un des enjeux est de représenter une surface « réaliste » à partir de ce nuage de points. Cela inclut :
- la détermination d'un maillage ;
- le repérage d'éléments caractéristiques : arêtes, sommets, formes simples ou « primitives » — portions de surfaces planes (et en particulier rectangles et disques ou portions de tels éléments), de cylindres, cônes, sphères — ; en effet, dans le cas d'objets manufacturés et en particulier industriels, la fabrication fait souvent intervenir des formes simples (usinage, tuyauterie, chaudronnerie).

Il peut aussi y avoir des valeurs associées à ces positions, par exemple :
- avec le relevé topographique, la composition chimique du sol à chaque point ;
- la couleur de chaque point échantillonné d'un objet ;
- la densité, dans le cas d'une tomographie X ;
- le temps de relaxation du spin dans le cas de l'imagerie par résonance magnétique ;
- si le nuage est produit par un échantillonnage de surface, on peut aussi associer la normale à la surface